# Фриске Маррен
Фриске Маррен (з.-фриз. De Fryske Marren, нидерл. De Friese Meren) — община провинции Фрисландия на севере Нидерландов. Она была создана 1 января 2014 года и состоит из бывших общин Гастерлан-Слеат, Лемстерланд, Скарстерлан и частей общины Боанстерхим, все четыре из которых были расформированы в тот же день. Население общины составляет 51 590 человек (на начало 2017 года), общая площадь равняется 549,06 км².

## Этимология
В законе, согласно которому была создана община, для неё изначально было указано имя Фризе Мерен (нидерл. De Friese Meren). Это то же самое имя, которое было предложено общине по первоначальному плану её концепции, представленному общинами-предшественниками: Гастерлан-Слеат, Лемстерланд и Скарстерлан. Это нидерландское название означает «Фризские озёра», оно ссылается на озёра в этом районе. По закону любая община в Нидерландах может изменить свое название по запросу как минимум за один год; соответственно, как и имя официального муниципального веб-сайта, его имя могло быть изменено с Фризе Мерен на другое имя начиная с 1 января 2015 года, через год после его создания. 1 июля 2015 года община была официально переименована в Фриске Маррен (з.-фриз. De Fryske Marren).

## Населённые пункты
Община состоит из 41 населённого пункта, в том числе Яуре, в котором находится резиденция правления. Это следующие города и сёла: Акмарейп, Аудега, Аудемирдюм, Аудехаске, Аустер-Нейега, Аустерхауле, Бакхёйзен, Балк, Бантега, Борнзваг, Брук, Вегелинсорд, Вейкел, Гойнгарейп, Дейкен, Делфстрахёйзен, Дониага, Идскенхёйзен, Колдерволде, Лангвер, Легенмер, Леммер, Мирнс, Нейемирдюм, Нейехаске, Олдеауэр, Остерзе, Рейс, Рёйгахёйзен, Ротстергаст, Ротстерхауле, Роттюм, Рохел, Синт Николасга, Синтйоханнесга, Слотен, Сникзваг, Сондел, Схарстербруг, Теркапле, Теруле, Терхерне, Тьеркгаст, Фоллега, Харих, Хаскерхорне, Элахёйзен, Эстерга, Эхтен, Эхтенербруг и Яуре.